# Jordanka Nikolowa
Jordanka Georgiewa Nikolowa, Pseudonym: Katja, (bulgarisch Йорданка Георгиева Николова, * 8. Januar 1911 in Stavroupoli; † 1. Juni 1944 in Eleschiza) war eine bulgarische Politikerin und Aktivistin.

## Leben
Nikolowa wurde 1931 Sekretärin des Arbeiterjugendverbandes in Plowdiw. Von 1934 bis 1936 studierte sie in Moskau. Zurückgekehrt nach Bulgarien war sie von 1937 bis 1939 im Zusammenhang mit ihrer politischen Tätigkeit im Gefängnis. Ab 1942 war sie Sekretärin des Zentralkomitees des Arbeiterjugendverbandes, Mitglied des Zentralkomitees und des Politbüros des Zentralkomitees der Bulgarischen Kommunistischen Partei. Sie wurde in einem Konzentrationslager interniert, aus dem ihr jedoch die Flucht gelang. Ab 1944 gehörte sie als Partisanin der 2. Sofioter Volksbefreiungsbrigade an. Bei einem Gefecht mit der Polizei wurde sie nach einer Verwundung gefangen genommen und dann erschossen.